# 明治大学落語研究会
明治大学落語研究会（めいじだいがくらくごけんきゅうかい）は、明治大学の文化部に所属する落語研究会である。通称明大落研（めいだいおちけん）。関東落研連合（関落連）所属。OBには現役落語家唯一の人間国宝認定者などがいる。

## 概要
1961年の夏、明治大学漫画研究会関係者の学生が、当時テレビで幾つものレギュラー番組をもつなど明大の名物教授として知られていた政治経済学部教授の藤原弘達を訪ね、「風刺のツボ」を聞き出そうとしたところ、落語研究会創部の話に発展し、藤原を部長として創部されるに至った。明大OBの宝井琴鶴（現宝井馬琴）、初代金原亭馬の助などが顧問を務めた他、十代目金原亭馬生などが指導役を務めてきた。

## 名跡
高座名は、代々先輩から受け継ぐ伝統であり、紫紺亭、和泉家、駿河亭、生田屋、お茶の家等の亭号を名乗る。三宅裕司（四代目）、立川志の輔（五代目）、渡辺正行（六代目）などが襲名し代々継承してきた高座名である「紫紺亭志い朝」が大名跡として知られる。

## 人間国宝
2023年7月21日、文化審議会が重要無形文化財保持者（人間国宝）に五街道雲助を含む12名を認定するよう答申した。落語家の人間国宝は五代目柳家小さん（1995年）、三代目桂米朝（1996年）、十代目柳家小三治（2014年）に次ぐ4人目の認定となる。現役落語家では唯一の保持者である。
また、伝統芸能の1ジャンルとしての古典落語についても、保持者の死亡で重要無形文化財の指定が解除されていたが、本件の認定に併せ、重要無形文化財に改めて指定されることとなった。

## 木曜会Z
明大公認のお笑いサークル「木曜会Z」（おるたなChannel、サツマカワRPG、大鶴肥満、野澤輸出、中野孝康、たかまつなな、武家の女などの出身母体）は2002年に明大落研から独立した4名によって創部された。

## 主なOB

### 落語家
- 五街道雲助 - 重要無形文化財保持者（人間国宝）、芸術選奨文部科学大臣賞、紫綬褒章
- 瀧川鯉昇 - 落語芸術協会理事、文化庁芸術祭優秀賞
- 立川談之助 - 落語立川流真打
- 立川志の輔 - 落語立川流真打、司会者、六人の会、芸術選奨文部科学大臣賞、紫綬褒章
- 立川談幸 - 落語芸術協会、元立川流真打
- 月亭遊方 - 上方落語協会会員、繁昌亭大賞創作賞
- 立川志ら乃 - 落語立川流真打、NHK新人演芸大賞大賞
- 桂竹千代 - 落語芸術協会
- 立川がじら - 落語立川流
- 金原亭馬吉 - 落語協会、根岸禮駒

### その他
- 三宅裕司 - 司会者、タレント、俳優、劇団スーパー・エキセントリック・シアター主宰者
- 渡辺正行 - タレント、司会者、コント赤信号リーダー
- 小宮孝泰 - 俳優（国際演劇協会所属）、声優、タレント
- 峰田順一 - 山形「噺館」館主
- 伊藤伸久 - 岐阜放送報道部ニュースデスク、元アナウンサー
- 斎藤洋介 - 俳優
- 橘右門 - 橘流寄席文字書家
- とり・みき - 漫画家、日本SF大賞選考委員
- エディー - コメディパフォーマー、演出家、脚本家
- 板川侑右 - テレビ東京プロデューサー
- 4000年に一度咲く金指 - タレント、☆ルリヲ☆
- ブロイラーチキン - お笑い芸人集団
- 藤岡宗我 - 読売テレビアナウンサー